# Disciple (альбом)
Disciple — п'ятий студійний альбом американської групи Disciple, який був випущений 7 червня 2004 року.

## Композиції
1. The Wait is Over - 2:50
2. Stripped Away - 2:57
3. Into Black - 3:46
4. Only You - 3:09
5. Rise Up - 2:33
6. Worth It All - 3:43
7. Shine Down - 2:52
8. Falling Over - 3:47
9. Go Ahead - 3:11
10. Beautiful - 3:10
11. Be the Quiet - 3:47
12. Backstabber - 2:59
13. All We Have is Now - 3:41